# EP 1/Spock
EP 1/Spock, conosciuto anche solo come Spock è il primo singolo dei VCMG estratto dall'album Ssss. È stato pubblicato il 30 novembre 2011 dalla Mute Records.

## Tracce
Download digitale
Musiche di Vince Clarke, Martin L. Gore; edizioni musicali Grabbing Hands Music LTD.
1. Spock – 5:42
2. Spock (Edit Select Remix) – 6:32
3. Spock (Regis Remix) – 6:40
4. Spock (DVS1 Voyage Home Remix) – 8:30
5. Spock (XOQ Remix) – 6:15

LP
- Side 1

1. Spock – 5:42
2. Spock (Edit Select Remix) – 6:32

- Side 2

1. Spock (Regis Remix) – 6:40
2. Spock (XOQ Remix) – 6:15